# Ted Karras III
Theodore John „Ted“ Karras III (* 15. März 1993 in Chicago, Illinois) ist ein US-amerikanischer American-Football-Spieler in der National Football League (NFL). Er spielt aktuell für die Cincinnati Bengals als Center. Davor war er bereits bei den New England Patriots, mit denen er zwei Mal den Super Bowl gewinnen konnte, sowie den Miami Dolphins unter Vertrag.

## College
Ted Karras, Spross einer regelrechten Football-Dynastie – sein Großvater, sein Vater und zwei Onkel, darunter Hall of Famer Alex Karras waren Profis in der NFL – besuchte die University of Illinois at Urbana-Champaign und spielte für deren Team, die Fighting Illini, zwischen 2012 und 2015 College Football, wobei er in 43 Partien, jeweils als Starter, zum Einsatz kam und im letzten Jahr einer der Mannschaftskapitäne war.

## NFL

### New England Patriots
Beim NFL Draft 2016 wurde er von den New England Patriots in der 6. Runde als insgesamt 221. Spieler ausgewählt. Bereits in seiner Rookie-Saison kam er in allen 16 Partien zum Einsatz, einmal sogar als Starter, und war bei 10 % aller Defensiv-Spielzüge auf dem Platz. Daneben wurde er auch in den Special Teams aufgeboten. Gekrönt wurde seine erste Spielzeit als Profi durch den Gewinn des Super Bowl LI gegen die Atlanta Falcons. Auch in der nächsten Saison blieb er Ergänzungsspieler und lief sowohl als Right Guard als auch als Center auf. Wiederum konnte er mit seinem Team das Finale erreichen, das diesmal aber gegen die Philadelphia Eagles verloren ging. 2018 erhielt Karras erneut mehr Spielzeit und wieder konnte der Super Bowl erreicht und diesmal gegen die Los Angeles Rams gewonnen werden.
2019 war er Starting Center seines Teams.

### Miami Dolphins
Die Spielzeit 2020 verbrachte er bei den Miami Dolphins, bei denen er einen Einjahresvertrag erhielt. Er war als Center bei jedem Spielzug der Offense im Einsatz.

### Rückkehr zu den New England Patriots
2021 kehrte Karras auf der Basis eines Einjahresvertrages zu den New England Patriots zurück.  Er spielte als Guard, meist auf der linken Seite.

### Cincinnati Bengals
Nachdem sich 2021 die Offensive Line der Cincinnati Bengals als Schwachpunkt des Teams herausgestellt hatte, so wurde Quarterback Joe Burrow im Super Bowl LVI sieben Mal, im Spiel der Divisional Round gegen die Tennessee Titans gleich neun Mal gesackt, begann man gleich nach Ende der Saison mit dem Umbau. So wurde neben Alex Cappa und La’el Collins auch Karras verpflichtet. Im März 2022 unterschrieb er einen Dreijahresvertrag in der Höhe von 18 Millionen US-Dollar.